# Сыны свободы (организация)
«Сыны свободы» (англ. Sons of Liberty) — революционная американская организация, боровшаяся за самоопределение североамериканских колоний. Основана в 1765 году Сэмюэлем Адамсом. Одной из акций «Сынов свободы» стало Бостонское чаепитие.

## Название
Наиболее распространённым в революционные годы и утвердившимся в историографии является название «Сыны свободы». Но подобные организации имели и иные самоназвания. Например, наименование «товарищи» было распространено в Пенсильвании, а в Коннектикуте организация называлась «тесной компанией»; также в некоторых случаях встречалось название «распорядители».

## Происхождение
В соответствии с давней традицией в американских городах существуют неформальные группы людей, объединяющиеся для того, чтобы совместно оказывать политическое влияние на местные органы самоуправления. В Бостоне второй половины XVIII века известны по меньшей мере две такие группы: «Девять лояльных» и «Клуб бостонского комитета», «политическая организация купцов, ремесленников, нескольких адвокатов и врачей». К 1765 году они объединились на почве оппозиции Акту о гербовом сборе и другим решениям британского правительства, непопулярным в колониях.

## Состав
Массовой базой революционных организаций были ремесленники, мастеровые, плотники, столяры, печатники, кораблестроители, чеканщики, конопатчики, канатчики, каменщики, матросы и др. Руководителями были по большей части торговцы и ремесленные мастера. Эти люди не имели избирательных прав, поэтому прибегали к радикальным методам для влияния на власть.
Лидером новой организации, получившей название «Сыны свободы», стал Сэмюэл Адамс. Его девизом стала знаменитая фраза: «Нет налогам без представительства». Позже в организацию вошли также представители из других американских городов.

## Цели
«Сыны свободы» боролись против колониальных властей, осуществляли бойкот английских товаров, противодействовали размещению и переброске британских войск. Боролись за предоставление избирательных прав рабочим и за тайное голосование. Активно содействовали проведению 1-го Континентального конгресса (1774), сыгравшего важную роль в объединении колоний для борьбы за независимость. Добивались от консервативных богатых купцов соглашения о совместных действиях, что позволяло проводить более последовательную революционную политику.

## Формы борьбы
«Сыны свободы» организовывали акции протеста, подавали петиции властям, а также прибегали к открытым насильственным действиям против британских властей (поджоги, нападения на чиновников).
Организовывали бойкот английских товаров. Нарушителей бойкота они вымазывали смолой и валяли в перьях. Саботаж против англичан зачастую лишал бойкотистов заработка, но это не останавливало их: например, когда в 1768 году в Бостоне были расквартированы британские войска, плотники и каменщики отказались строить для них казармы даже за повышенную плату, хотя не имели в то время иной работы. Бостонцев поддержали и нью-йоркские рабочие, которых власти пытались привлечь к этому строительству.
Газета «Меркурии» (Ньюпорт, Род-Айленд) 26 сентября 1774 года, выступая против консервативных священников, заявляла: «мастеровые и деревенские мужланы (позор называть их такими именами!) являются настоящими и полными хозяевами короля, лордов, палаты общин и духовенства». Другим методом борьбы с консервативными проповедниками было их разжалование своими конгрегациями.
После Бостонской бойни «Сыны свободы» стали готовить запасы оружия и снаряжения и проводить сборы для военной подготовки, организовали систему разведки за войсками британцев. Благодаря этому им удавалось захватывать оружейные склады до прихода войск и укрывать революционеров. Именно разведывательный комитет в ночь на 18 апреля 1775 года установил, что 800 солдат выступили из Бостона, чтобы захватить военные склады патриотов Конкорды, которые заранее уже были надёжно перепрятаны. Оповещенные ополченцы дали отпор британцам в сражениях при Лексингтоне и Конкорде. После этих события патриоты стали ещё активнее захватывать британские военные припасы, при этом им иногда удавалось уговорить солдат дезертировать.
Фактически им также удалось сорвать введение гербового сбора в колониях. В марте 1776 года, после отмены закона о гербовом сборе, организация «Сыны свободы» самораспустилась. Однако члены организации и в дальнейшем боролись против произвола колониальных властей, используя легальные и нелегальные методы.

## Символика
Члены организации носили на груди медаль с изображением дерева свободы. У них был собственный флаг, полосы на флаге символизировали количество присоединившихся колоний к организации, оригинал флага не сохранился.

## Известные члены организации
- Сэмюэл Адамс — сборщик налогов, Бостон. Лидер организации.
- Джон Адамс — юрист, в будущем, второй президент США, Массачусетс
- Чарльз Томсон — секретарь, Филадельфия
- Хаим Соломон — финансовый брокер, Нью-Йорк
- Томас Янг — врач, Бостон
- Пол Ревир — чеканщик по серебру, Бостон
- Джозеф Варрен — врач и солдат, Бостон
- Бенджамин Эдес — журналист и издатель «Бостонской газеты», Бостон
- Александр МакДоугалл — капитан каперского судна, Нью-Йорк
- Патрик Генри — юрист, Бостон
- Джон Хэнкок — купец, Бостон
- Айзек Сирс — капитан каперского судна, Нью-Йорк
- Джон Лэмб — торговец, Нью-Йорк
- Джеймс Отис младший — юрист, Массачусетс
- Маринуй Виллетт — столяр и солдат, Нью-Йорк
- Сайлэс Даунер — занятие неизвестно
- Уильям Маккей — купец, Бостон
- Джонатан Тремиан — подмастерье, Вирджиния
- Бенедикт Арнольд — бизнесмен и солдат, Англия
- Кристофер Гадсден — торговец, Южная Каролина
- Джеймс Сван — финансист
- Оливер Уоллкот — государственный деятель

## «Сыны свободы» в кино
- «Сыны свободы» (2015) — американский телевизионный мини-сериал производства History Channel, главным героем является Сэмюэль Адамс, раскрывает историю зарождения и создания организации.
- «Джон Адамс» (2008) — американский телевизионный мини-сериал производства HBO о Джоне Адамсе.